# Censura internacional china

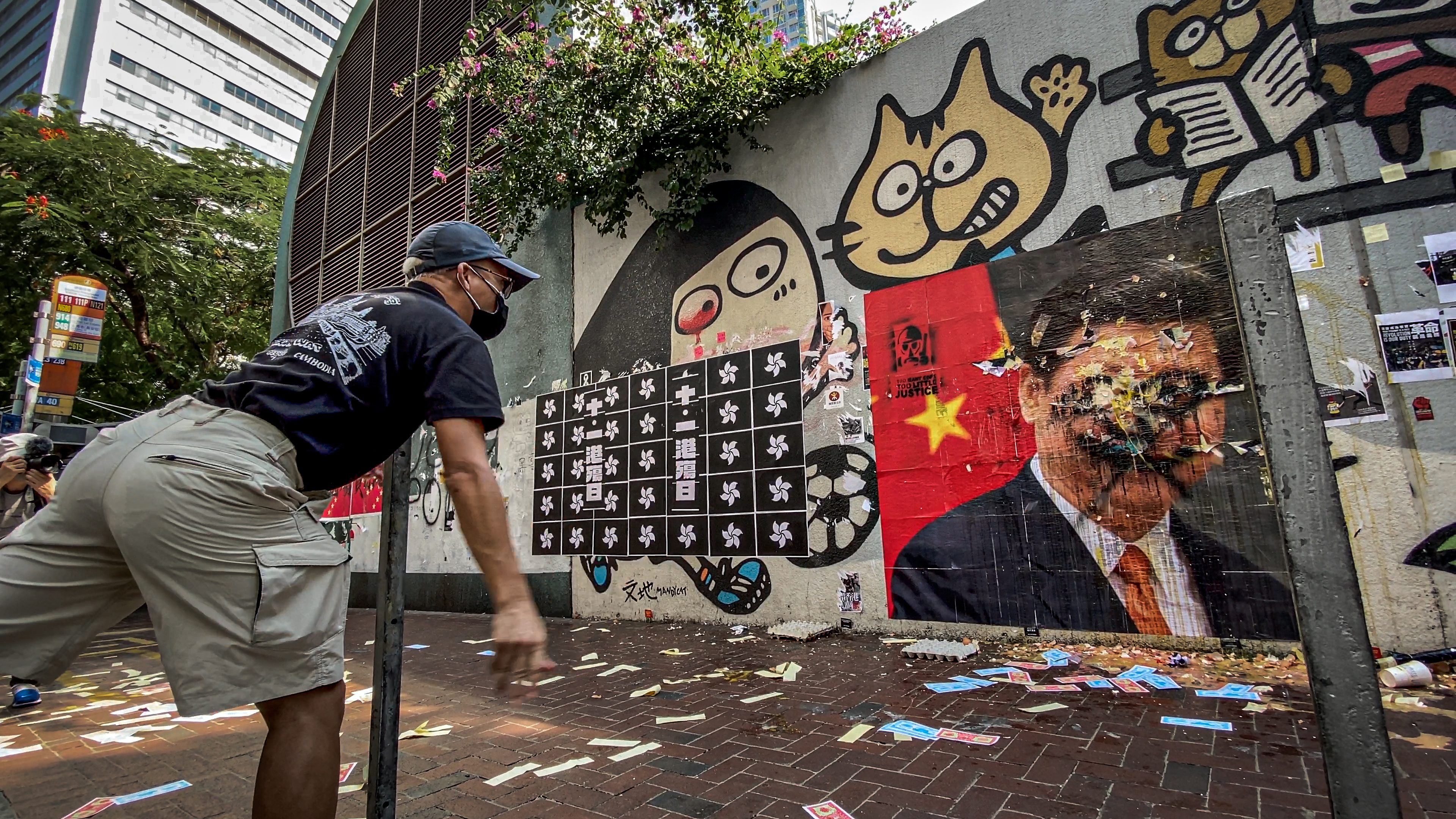
Un hombre destruye una imagen del presidente de la República Popular China Xi Jinping en Hong Kong durante las manifestaciones de 2019-2020.

La censura internacional china se refiere a la censura fuera de la República Popular China de los asuntos considerados sensibles por el gobernante Partido Comunista de China. Los temas censurados incluyen el estatus político de Taiwán, la represión al movimiento independentista tibetano, los campos de reeducación de Xinjiang y la persecución de los uigures, la masacre de la Plaza Tiananmen, las protestas de Hong Kong de 2019-2020 y los derechos humanos en China en general.
La censura es llevada a cabo por empresas extranjeras que desean hacer negocios en China, un fenómeno creciente dada la creciente importancia económica del país. Las empresas que buscan evitar ofender a los clientes chinos se han autocensurado y, si se les acusa de ofender las sensibilidades del gobierno chino, han publicado disculpas o haciendo declaraciones en apoyo de la política del gobierno. Estas acciones reflejan la priorización de las empresas de las ganancias sobre la ética empresarial, un impulso explotado por el gobierno chino.
El gobierno chino alienta a sus internautas a combatir cualquier amenaza percibida a la integridad territorial de China, incluida la oposición a cualquier expresión extranjera de apoyo a los manifestantes o los movimientos separatistas percibidos, con el sistema de "Educación Patriótica" del país desde la década de 1990 enfatizando los peligros de la influencia extranjera y el siglo de humillación del país por parte de poderes externos.
La censura de los servicios en el extranjero también se lleva a cabo por empresas con sede en China, como WeChat y TikTok. Los ciudadanos chinos que viven en el extranjero, así como las familias que residen en China, también han sido objeto de amenazas a sus oportunidades de empleo, educación, pensiones y negocios si se involucran en expresiones críticas con el gobierno chino o sus políticas. Con un retroceso limitado por parte de gobiernos y corporaciones extranjeras, estos problemas han generado una creciente preocupación por la autocensura, el discurso forzado y un efecto escalofriante sobre la libertad de expresión en otros países.

## Temas censurados
Las "Tres Ts y las Dos C"

Tíbet (incluyendo derechos humanos en el Tíbet, la Administración Central Tibetana y el Dalai Lama)
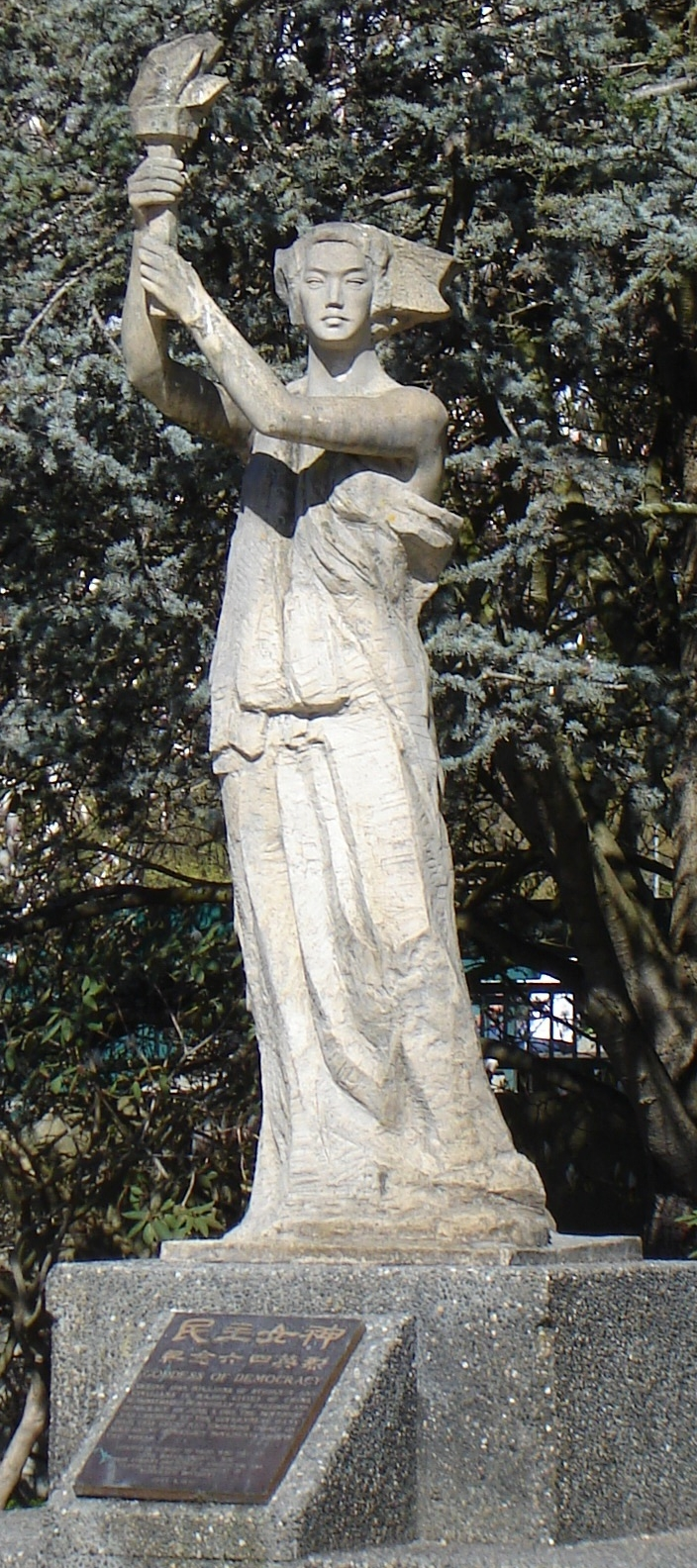
Protestas de Tiananmen
Taiwán (incluyendo el movimiento independentista taiwanés, el principio de "un país en cada lado" y otros desafíos a la política de Una Sola China)
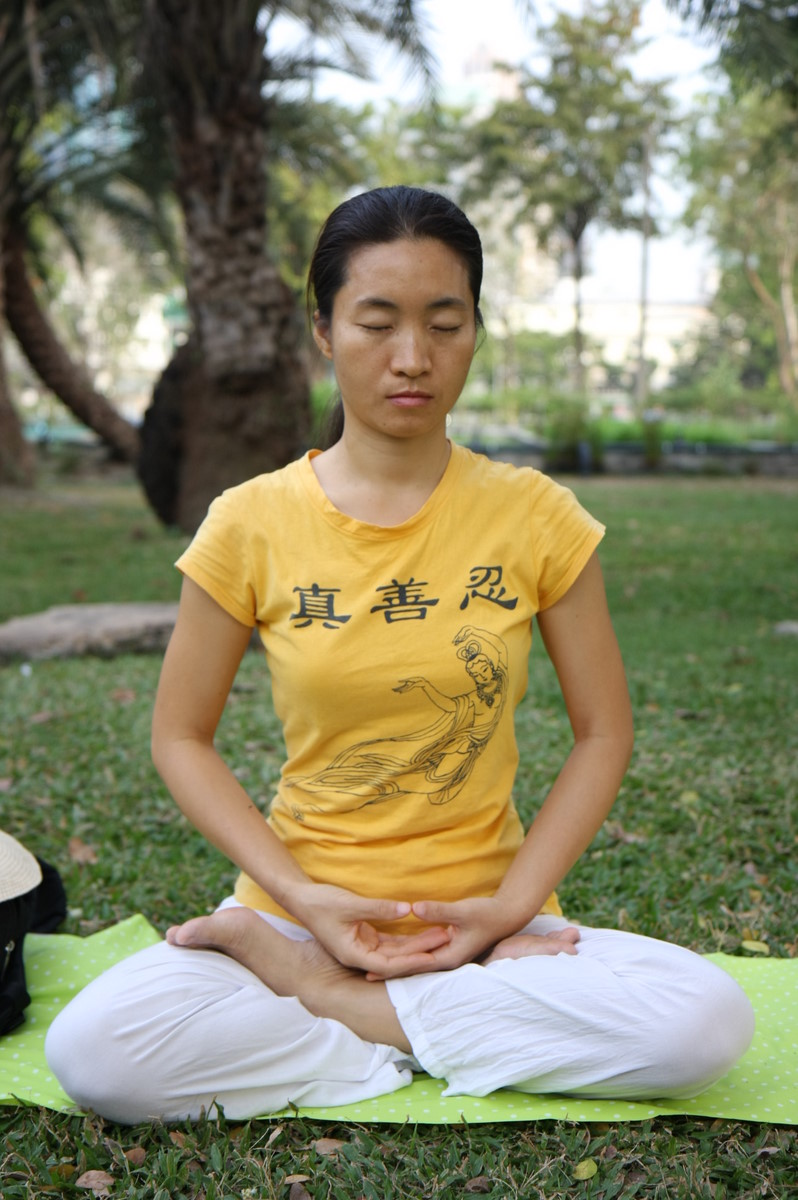
"Cultos" como el Falun Gong
Críticas al Partido Comunista de China (incluyendo opiniones a favor del Movimiento Democrático de China)

Tradicionalmente, las compañías extranjeras que deseaban hacer negocios en China necesitaban evitar referencias a las "Tres Ts y las Dos C": Tíbet, Taiwán, la Masacre de la Plaza Tiananmen, "cultos" como Falun Gong y las críticas al Partido Comunista Chino. Esto incluyó temas relacionados como el Dalai Lama, a quien el gobierno chino considera un "divisor" tibetano subversivo y se opone a cualquier expresión de apoyo de gobiernos u organizaciones extranjeras.
A principios del siglo XXI, las empresas enfrentaron una posible reacción de rechazo en una gama más amplia de cuestiones relacionadas con China, como no incluir a Hong Kong o Taiwán como parte de China en sus sitios web en violación de la Política de Una Sola China. Otros temas sensibles incluyen: reconocimiento de la Línea de los nueve puntos del gobierno chino en la disputa del Mar Meridional de China, el genocidio cultural del gobierno de los uigures musulmanes y el uso de los campos de reeducación de Xinjiang y expresiones de apoyo a las protestas de Hong Kong en 2019.

## Ejemplos notables

### Academia
Existe una creciente preocupación de que el gobierno chino esté tratando de silenciar a sus críticos en el extranjero, particularmente en entornos académicos. Históricamente, la censura en China estaba contenida dentro de las fronteras del país, pero después de la ascensión de Xi Jinping a Secretario General del Partido Comunista de China en 2012, el enfoque se ha expandido para silenciar la disidencia y las críticas en el extranjero, particularmente en el mundo académico.
Ha habido una serie de incidentes de estudiantes chinos que estudian en el extranjero en universidades occidentales que buscan censurar a académicos o estudiantes que defienden opiniones incompatibles con la posición oficial del Partido Comunista Chino. Así mismo, académicos en universidades británicas que enseñan sobre temas chinos también fueron advertidos por el gobierno chino para apoyar al Partido Comunista Chino o se les denegaría la entrada al país. Las universidades estadounidenses se han autocensurado en cuestiones chinas.
Se han expresado preocupaciones sobre las actividades de los Institutos Confucio financiados por el gobierno chino en las universidades occidentales, que están sujetas a las reglas establecidas por su sede central en Beijing (conocida como Hanban), que impiden la discusión de temas delicados como el Tíbet, la Plaza de Tiananmen y Taiwán. Los materiales de aprendizaje del Instituto también omiten casos de catástrofes humanitarias bajo el Partido Comunista Chino, como el Gran Salto Adelante y la Revolución Cultural. La revista estadounidense Foreign Policy ha comparado a los Institutos Confucio con la "anaconda en el candelabro". Por su mera presencia, impactan lo que el personal y los estudiantes se sienten seguros discutiendo lo que lleva a la autocensura. Human Rights Watch considera que los Institutos Confucio son extensiones del gobierno chino que priorizan la lealtad política en sus decisiones de contratación.

### Aerolíneas
En 2018, la Administración de Aviación Civil China envió cartas a 44 aerolíneas internacionales para exigir que dejaran de referirse a Taiwán, Hong Kong y Macao como países separados en sus sitios web, o que corrieran el riesgo de ser clasificadas como "severamente poco confiables" y sujetas a sanciones. A pesar de ser criticados por el gobierno de los Estados Unidos como "tonterías orwellianas", todas las aerolíneas cumplieron.

### Industria del cine
Los productores de Hollywood generalmente buscan cumplir con los requisitos de censura del gobierno chino en un intento por acceder al mercado de cine restringido y lucrativo del país, con la segunda taquilla más grande del mundo en 2019. Esto incluye priorizar representaciones comprensivas de personajes chinos en películas, como cambiar a los villanos en Red Dawn de chinos a norcoreanos y hacer que los científicos chinos sean los salvadores de la civilización en la película 2012.

### Organizaciones internacionales
China se opone firmemente a la participación de Taiwán en organizaciones internacionales como una violación del Principio de Una Sola China, y Taiwán solo puede participar en organismos internacionales como "China Taipei" o "Taiwán, China".
China Taipéi se acordó inicialmente bajo la Resolución de Nagoya como el nombre a ser utilizado por el equipo taiwanés en los Juegos Olímpicos desde la década de 1980. Bajo la presión de Beijing, otras organizaciones internacionales se refieren a Taiwán con diferentes nombres, como "Provincia de Taiwán de China" por el Fondo Monetario Internacional y "Distrito de Taiwán" por el Banco Mundial. El gobierno chino también ha presionado a los concursos internacionales de belleza para permitir que las concursantes taiwanesas compitan bajo la designación "Miss China Taipei" en lugar de "Miss Taiwán".

### Periodismo
El gobierno chino limita la libertad de prensa, y Xi Jinping dijo a los medios de comunicación estatales en 2016 que el Partido Comunista Chino espera su "lealtad absoluta". En Hong Kong, los periodistas inconvenientes enfrentan censura por sigilo a través de la violencia selectiva, arrestos, retiro de publicidad oficial y/o despido. Los periodistas extranjeros también enfrentan censura dada la facilidad con la que sus artículos pueden ser traducidos y compartidos en todo el país.
Los periodistas extranjeros han informado de una creciente interferencia oficial con su trabajo, con una encuesta del Club de China de Corresponsales Extranjeros de 2016 que encontró que el 98% consideraba que las condiciones de informe no cumplían con los estándares internacionales. La interferencia incluye la retención de una visa para trabajar en el país, el acoso y la violencia por parte de la policía secreta y la exigencia de que se presenten las preguntas de la conferencia de prensa para su preselección. Los periodistas también informaron que las fuentes locales que les hablan enfrentan hostigamiento, intimidación o detención por parte de funcionarios del gobierno, lo que lleva a una menor disposición a cooperar con los periodistas. Los periodistas extranjeros también se enfrentan a la piratería de sus cuentas de correo electrónico por parte de Beijing para descubrir sus fuentes.
Como resultado de la creciente intimidación y la amenaza de que se les niegue una visa, los periodistas extranjeros que operan en China se han dedicado cada vez más a la autocensura. Los temas evitados por los periodistas incluyen Xinjiang, Tíbet y Falun Gong. A pesar de esto, en ocasiones se siguen publicando historias controvertidas, como la riqueza oculta de las élites políticas, incluidas Wen Jiabao y Xi Jinping.
El gobierno de China también ha tratado de influir cada vez más en la opinión pública en el extranjero mediante la contratación de reporteros extranjeros para los medios de comunicación estatales y el pago de inserciones "China Watch" oficialmente sancionadas incluidas en periódicos extranjeros como el New York Times, el Wall Street Journal, el Washington Post y el Daily Telegraph.

### Empresas tecnológicas
Varias compañías tecnológicas estadounidenses cooperan con las políticas del gobierno chino, incluida la censura de Internet, como ayudar a las autoridades a construir el Gran Cortafuegos de China para restringir el acceso a información confidencial. El gobierno chino está presionando cada vez más a las personas y compañías en el extranjero para que cooperen con su modelo de censura, incluso en relación con las comunicaciones en el extranjero realizadas por personas extranjeras para audiencias no chinas.

## Oposición y resistencia
En 2010, Google se opuso a las políticas de censura de China y finalmente abandonó el país. Para 2017, la compañía había abandonado su oposición, incluida la planificación de un motor de búsqueda censurado aprobado por el Partido Comunista Chino llamado Proyecto Dragonfly. El trabajo en el proyecto terminó en 2019.
En 2019, la serie animada estadounidense South Park lanzó el episodio "Band in China", que satirizó la autocensura de los productores de Hollywood para adaptarse a los censores chinos y presentó a un personaje que gritaba "¡Al diablo con el gobierno chino!". Esto fue seguido de una disculpa falsa de los creadores del programa Trey Parker y Matt Stone, que también se hizo a la luz de una controversia reciente que involucraba el supuesto apaciguamiento de la NBA de la censura del gobierno chino:

Al igual que la NBA, damos la bienvenida a los censores chinos a nuestros hogares y a nuestros corazones. Nosotros también amamos el dinero más que la libertad y la democracia. ¡Sintonice nuestro episodio 300 este miércoles a las 10! Larga vida al gran Partido Comunista de China. Que la cosecha de sorgo del otoño sea abundante. ¿Estamos bien ahora, China?

La serie fue prohibida en China continental luego del incidente. Los manifestantes en Hong Kong proyectaron el episodio en las calles de la ciudad.